# STS–6

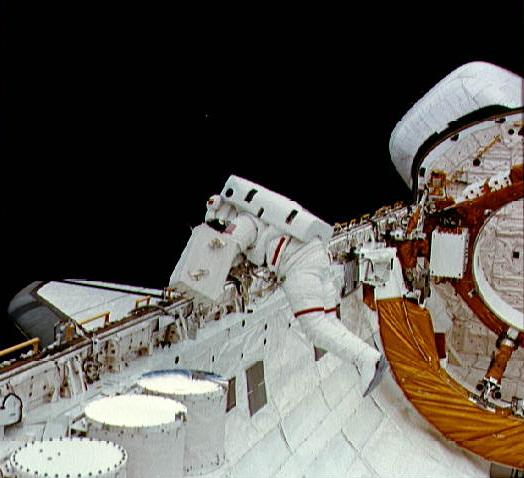
Musgrave az űrséta során

Az STS–6 az amerikai űrrepülőgépes program 6., a Challenger űrrepülőgép első repülése.

## Küldetés
A repülés célja a szállított műholdak telepítésének végrehajtása. A második operatív repülés. Az első űrséta végrehajtása, az űrruha alkalmazhatóságának próbája, kutatási, kísérleti feladatok végzése.

## Jellemzői

### Első nap
1983. április 4-én a szilárd hajtóanyagú gyorsítórakéták (SRB) segítségével Floridából, a Cape Canaveral (KSC) Kennedy Űrközpontból, a LC39–A jelű indítóállványról emelkedett a magasba. Az orbitális pályája 90,5 perces, 28,5 fokos hajlásszögű, elliptikus pálya perigeuma 288 kilométer, az apogeuma 295 kilométer volt. 
Felszállótömeg indításkor 116 457 kilogramm, műveleti tömege a pályán 99 453 kilogramm, leszállótömeg 86 330 kilogramm. Szállított hasznos teher felszálláskor/leszállásnál21 305 kilogramm
A Challenger űrrepülőgép első útján használták először az újonnan kifejlesztett, a folyékony hajtóanyagú üzemanyagtartály külső, könnyűsúlyú barna festését. Az üzemanyagtartályból történő hidrogén szivárgás az űrsikló indítását három hónappal késleltette. Mindhárom fő hajtóművet eltávolították, működését tesztelték, a kapott eredmény alapján módosítást végeztek. Megjavították az üzemanyag vezetéket. A főhajtóművet másikra cserélték. A  TDR–1 műholdat egy súlyos vihar beszennyezte, ezért tisztítás után a beállításokat újra végrehajtották. Az elindított programot egy hatfős támogató (kiképzett, problémamegoldást segítő) csoport (tartalék személyzet) segítette.

### Negyedik nap
Musgrave és Peterson a küldetés 4. napján (április 7-én, 4 óra 17 perc) sikeresen végrehajtotta a Space Shuttle program első űrsétáját (EVA1). Az űrséta során első alkalommal használtak az Extravehicular Mobility Unit (EMU) űrruhákat. Feladatuk volt a 
TDRSS–1 pályára állításának segítése, az előírt kutatási program segítése.
A beépített kanadai Canadarm (RMS) manipulátor kart (50 méter kinyúlást biztosított: műholdak indítás/elfogása, külső munkák [kutatás, szerelések], hővédőpajzs külső ellenőrzése) segítségével, az előkészítés befejezését követően a raktérből kiemelték a TDRSS–1 adattovábbító műholdat, biztosítva hajtóművének aktivitását.

### Műszerek
1. Sugárvédelmi Ellenőrző Experiment (RME) – kozmikus sugárzás mérése,
2. Optical Survey of Lightning (NOSL) – éjszakai (optikai felmérés)/nappali vizsgálatot biztosító rendszer. Vizsgálta a villámlásokat, mérte a viharok pályáját. Az STS–2 és az  STS–4 végzett hasonló vizsgálatokat. A vizsgálatok célja, érzékeny mérésre képes műszerek (fotó berendezések, elektromos jelenségek mérésére alkalmas eszközök, villámérzékelők) kifejlesztése, a meteorológiai műholdakhoz.
3. Monodisperse Latex Reactor (MLR) – részecske előállító reaktor, az anyag előállítás segítésére. A kísérletet négy, 3 méter magas reaktorban végezték. A latex gyöngyökkel végeztek mintatermék előállítást.
4. Kereskedelmi kísérletet az Elektroforézis (CFES) vizsgálat az STS–4 programjában volt első alkalommal. Kibővített műszerpark és kutatási, kísérleti program jellemezte (biológiai anyagok, célja a gyártás előkészítése.
5. Anyagtudományi, Föld megfigyelési és a navigációs műveletek végzése.

### Műhold

#### TDRS–1
Az első három azonos műholdat, egy rendszerbe az 1970-es években telepítették. Az új technológia alkalmazásával egyetlen földi állomás jobban tudta támogatni a Space Shuttle programot, mint a rendszer.
A legénység a útnak indította a 100 millió dolláros, TDRS–1 (Tracking and Data Relay Satellite) adattovábbító műholdat, amely saját hajtóművének hibás működése miatt nem tudott (csak elliptikus pálya) megfelelő pályára állni. A későbbi hónapokban azonban (a pályakorrekciók elősegítésére) a rendelkezésre álló hajtógázos fúvókák segítségével fokozatosan geoszinkron pályába állt. Tömeg 2268 kilogramm. A műhold felépítése: működést biztosító berendezések, vevő-adattovábbító rendszer, antennák. Az antennákat: rúd; vevő-parabola (4,9 méter átmérőjű, az űrhajóra fókuszált, mozgatható); háló), napelemtáblája 17,4 méter. Stabilizált műhold, várható élettartama 10 év.

### Ötödik nap
1983. április 9-én Kaliforniában az Edwards légitámaszponton szállt le. Összesen 5 napot, 00 órát, 23 percet és 42 másodpercet (120 óra) töltött a világűrben. 3 370 437 kilométert (2 100 000 mérföld) repült, 80 alkalommal kerülte meg a Földet. Egy különlegesen kialakított Boeing 747 tetején visszatért kiinduló bázisára.

## Személyzet
(zárójelben a repülések száma az STS–6-tal együtt)
- Paul J. Weitz (2), parancsnok
- Karol Bobko (1), pilóta
- Donald Peterson (1), küldetésfelelős
- Story Musgrave (1), küldetésfelelős

### Visszatérő személyzet
- Paul J. Weitz (2), parancsnok
- Karol Bobko (1), pilóta
- Donald Peterson (1), küldetésfelelős
- Story Musgrave (1), küldetésfelelős